# 永田敬介
永田 敬介（ながた けいすけ、1990年1月20日 - ）は、日本のお笑い芸人。プロダクション人力舎所属。スクールJCA20期と同期扱い。

## 経歴
東京都練馬区出身。地元公立中学から早稲田アカデミーに通い高校受験、早稲田大学高等学院を経て、早稲田大学商学部卒業（途中自主退学ののち再入学、2017年3月卒）。大学の同級生であった高橋諒哲と、2009年12月に永田から声を掛ける形でコンビ「スパナペンチ」を結成。
2011年3月5日、『第1回漫才を愛する学生芸人No.1決定戦』にて優勝。この模様は後日『学生才能発掘バラエティ 学生HEROES!』にて放送された。
それをきっかけにプロダクション人力舎から声を掛けられ、スパナペンチが同じく決勝へ進出した真空ジェシカを推薦、共に翌年から人力舎の所属となる。当時、通常はスクールJCAへ入学・卒業後に下部組織JCAプロモーションを経て正式所属となるのが慣例であったが、この2組は養成所を経由せずスカウトという形で所属している。また、厳密にはスパナペンチは2009年結成だが、結成年数についてはプロデビュー年である2012年として数えられるためスクールJCA20期と同期扱いとなっている。
2013年、スパナペンチとしてTHE MANZAIの認定漫才師となり、本戦サーキットへ進出。ワイルドカード決定戦にまで勝ち残り、決勝戦の敗者復活枠を争った。
2014年6月12日、スパナペンチの解散を発表。共に所属事務所を離れることとなり、相方の高橋は不動産会社員を経て2017年2月に福永洋一（元フルパワーズ）とコンビ「スーパースターズ」を結成。2018年以降は芸人を引退し、仮想通貨の投資家として著書を出版しており現在は株式会社NOTE-Xの代表取締役を務めている。
2015年2月、秦野俊祐（元リチャード）と限定ユニット「スタローン」を組み、同年のM-1グランプリに出場。3回戦まで勝ち進む。
2016年7月11日、大内崇史（元フルパワーズ）とコンビ「馬稼業」（ばかぎょう）を結成する事を発表し、同時に人力舎へ再所属となる。2017年には馬稼業としてM-1グランプリで3回戦へと進出。
2018年11月1日、公式サイトにて馬稼業の解散を発表。解散後も事務所に残り、ピン芸人としての活動を開始した。大内は2021年11月頃、蜂谷豪孝（元コル）とユニット「BEE8」（ビーエイト）を結成。2022年1月より正式にコンビとなったが、2024年7月に解散。
2021年4月4日、栗原ヤスユキ（元シャララ）とのユニット「コーツ」を結成。同年のM-1グランプリに出場し2回戦へ進出した。2023年と2024年の同大会では準々決勝へ進出した。

## 人物
- 身長172cm[1]、体重67kg[1]、血液型O型[1]。
- 趣味は、ディズニーランドに行く[12]（1人ディズニー[1]）、独り遊園地めぐり[12]、WWE[12]。
- 特技は、声が低い[12]、芸人界隈でもっともパズドラのランクが高い[12]、ストーリー重視型のプロレス実況[12]、童貞[1]。
- 見るからに暗くテンションが低い。このことで先輩芸人にイジられることが多く、スピードワゴン主催の漫才ライブ「東京センターマイク vol.4」にゲスト出演した際は小沢一敬が永田の事を気に入ったらしくやたらいじり倒していた。かなりの人見知りで相手の目を見ずに話すことも多い。いつも黒い服を着ているが恋をすると白い服を着る。
- ディズニーが好きで、高校時代に東京ディズニーランドの年間パスポートを所有していた。好きなアトラクションは、プーさんのハニーハント、スプラッシュ・マウンテン。最も感銘を受けたアトラクションとして、ミート・ザ・ワールドを挙げている。永田とのデートを期待した女性に入場チケット2枚をプレゼントされた際、女性よりディズニーを優先し一人で二回行ったという。
- 憧れの先輩芸人は東京03、ブラックマヨネーズ。
- 好きな食べ物は鮭・ポテト、飲み物はメロンソーダ。野菜・アルコールはほとんど口にしない。食べたことがあるものを好むため、口にしたことのない食べ物が多い。大学に入るまでチャーハンを食べたことがなく、果物では苺・葡萄・柿を食べたことがない。「梨はいつか食べてみたい」と発言している。
- 紅茶を飲んだことがなく、ラジオの企画の一部として構成作家で聞き役を務める片野充（小説家・洛田二十日）に勧められ、無糖の紅茶、ミルクティー、レモンティーを初めて自覚的に口にする機会を得る。曰く「僕が人生で今後（紅茶に）絡むことはない」。[13]
- 中学・高校は帰宅部。
- 高校での必修科目であった第二外国語にドイツ語を選択。卒業要件となる卒論では「（西川）やすし・きよし」について論じたという。
- 自分の星座を知らず、調べる気もない。兄の通っている大学や父親の職業も知らなかった。
- 一番テンションが上がるのはマリオカートをしているとき。選ぶキャラクターはノコノコ。
- スパナペンチにおいての相方の高橋は、永田は高校1年を留年しているため生まれ年ではひとつ下の学年となり、永田の高校2年めから同級生であった。

## 賞レース戦績

### スパナペンチ
- 2011年 第1回漫才を愛する学生芸人No.1決定戦 優勝 ※アマチュア時代
- 2013年 THE MANZAI 認定漫才師 ワイルドカード決定戦進出

### スタローン
- 2015年 M-1グランプリ 3回戦進出

### 馬稼業
- 2016年 M-1グランプリ 2回戦進出
- 2017年 M-1グランプリ 3回戦進出
- 2018年 M-1グランプリ 2回戦進出

### コーツ
- 2021年 M-1グランプリ 2回戦進出
- 2022年 M-1グランプリ 1回戦敗退
- 2023年 M-1グランプリ 準々決勝進出
- 2024年 M-1グランプリ 準々決勝進出

## 出演

### テレビ
- NEOべしゃり博（フジテレビ、2023年1月5日）
- にちようチャップリン（テレ東、2025年1月18日）[14]
- 海外で髪を切るだけの番組（テレビ朝日、2025年3月6日 - 3月27日）[15]
- 何を隠そう…ソレが!（テレ東、2025年4月16日）[16]

### ラジオ
- こねくと（TBSラジオ、2024年7月10日、#266）（コーナー"愛好家同盟"ゲスト・ディズニー愛好家）

### ネットラジオ
- 永田敬介の絶望ラジオ（stand.fm、2023年2月26日 - ）[17]
- 「GERA SPECIAL「永田敬介の絶望ラジオ」」GERA特番（GERA、2025年5月11日 - 2025年8月4日）[18]

### ライブ
- 『永田敬介の絶望ラジオ』公開収録 〜星に願いを〜（2024年7月7日、TPコーポレーション東京X、stand.fmオフィス オープンスペース）
- 『永田敬介の絶望ラジオ』公開収録 〜収穫祭〜（2024年11月1日、stand.fm, TPコーポレーション東京X、座・高円寺2）
- 「絶対王者永田敬介2」（2025年6月9日、東京・ユーロライブ、主催: 芸人雑誌）[19]。
- 「 永田敬介の絶望ラジオ」公開収録 〜納涼〜 （2025年8月2日、渋谷GERA本社）[20]。
- 「 永田敬介の絶望ラジオ」第五回公開収録 （2025年11月30日、日本科学未来館セミナールーム）[21]。